# جون سيتون روبنسون
جون سيتون روبنسون هو قاضي ومحامي وسياسي أمريكي، ولد في 4 مايو 1856 في ويلينغ في الولايات المتحدة، وتوفي في 25 مايو 1903 في ماديسون في الولايات المتحدة. نشط حزبياً في الحزب الديمقراطي. وقد انتخب عضو مجلس النواب الأمريكي ‏.